# Liste der Monuments historiques in Brauvilliers
Die Liste der Monuments historiques in Brauvilliers führt die Monuments historiques in der französischen Gemeinde Brauvilliers auf.

## Liste der Objekte
| Bezeichnung                                            | Beschreibung                                                     | Standort                             | Kennzeichnung | Schutzstatus | Datum | Bild |
| ------------------------------------------------------ | ---------------------------------------------------------------- | ------------------------------------ | ------------- | ------------ | ----- | ---- |
| Kommode                                                | Eichen- und Tannenholz, Messing, 18. Jahrhundert; 1994 gestohlen | in der Kirche St-Michel (Lage)       | PM55001637    | Inscrit      | 1992  |      |
| Skulpturengruppe Mariä Verkündigung                    | Stein, erste Hälfte des 18. Jahrhunderts                         | in der Kirche St-Michel (Lage)       | PM55002597    | Inscrit      | 2005  |      |
| Epitaph für Jean und Marguerite Humbert                | Kalkstein, bezeichnet 1718                                       | in der Kirche St-Michel (Lage)       | PM55000934    | Classé       | 1994  |      |
| Epitaph für Edme Humbert und seine Familie             | Kalkstein, bezeichnet 1688                                       | in der Kirche St-Michel (Lage)       | PM55000935    | Classé       | 1994  |      |
| Drei Ampullen für die heiligen Öle                     | Silber, erste Hälfte des 19. Jahrhunderts                        | in der Kirche St-Michel (Lage)       | PM55001636    | Inscrit      | 1992  |      |
| Zwei Skulpturen: Madonna mit Kind und Erzengel Michael | Kalkstein, Ende des 17. Jahrhunderts                             | außen an der Kirche St-Michel (Lage) | PM55001638    | Inscrit      | 1993  |      |
| Ziborium                                               | Silber, vergoldet, 17. Jahrhundert                               | in der Kirche St-Michel (Lage)       | PM55000936    | Classé       | 1994  |      |
| Kanzel                                                 | Kalkstein, 18. Jahrhundert                                       | in der Kirche St-Michel (Lage)       | PM55000937    | Classé       | 1994  |      |